# Karen León
Karen León (30 de noviembre de 1997) es una deportista venezolana que compite en judo. Ganó cuatro medallas en el Campeonato Panamericano de Judo entre los años 2018 y 2022.

## Palmarés internacional
| Campeonato Panamericano | Campeonato Panamericano | Campeonato Panamericano | Campeonato Panamericano |
| Año                     | Lugar                   | Medalla                 | Categoría               |
| ----------------------- | ----------------------- | ----------------------- | ----------------------- |
| 2018                    | San José (Costa Rica)   | Medalla de plata        | –78 kg                  |
| 2020                    | Guadalajara (México)    | Medalla de bronce       | –78 kg                  |
| 2021                    | Guadalajara (México)    | Medalla de bronce       | –78 kg                  |
| 2022                    | Lima (Perú)             | Medalla de plata        | –78 kg                  |